# Cold Chillin’ Records
Cold Chillin’ Records – wytwórnia płytowa założona w 1987 roku. Wytwórnia wydała takich artystów jak Marley Marl, Big Daddy Kane, The Genius, Masta Ace czy Kool G Rap.

## Wydane albumy
| Rok  | Wykonawca            | Album                                            |
| ---- | -------------------- | ------------------------------------------------ |
| 1987 | MC Shan              | Down by Law                                      |
| 1988 | Big Daddy Kane       | Long Live the Kane                               |
| 1988 | MC Shan              | Born to be Wild                                  |
| 1988 | Biz Markie           | Goin' Off                                        |
| 1988 | Marley Marl          | In Control, Volume 1                             |
| 1989 | Big Daddy Kane       | It’s a Big Daddy Thing                           |
| 1989 | Kool G Rap i DJ Polo | Road to the Riches                               |
| 1989 | Roxanne Shanté       | Bad Sister                                       |
| 1989 | Biz Markie           | The Biz Never Sleeps                             |
| 1990 | Grand Daddy I.U.     | Smooth Assassin                                  |
| 1990 | Masta Ace            | Take a Look Around                               |
| 1990 | 2 Deep               | Honey, That’s Show Biz                           |
| 1990 | Kool G Rap i DJ Polo | Wanted: Dead or Alive                            |
| 1990 | Big Daddy Kane       | Big Daddy Kane                                   |
| 1990 | MC Shan              | Play it Again, Shan                              |
| 1991 | Big Daddy Kane       | Prince of Darkness                               |
| 1991 | Kid Capri            | The Tape                                         |
| 1991 | Diamond Shell        | The Grand Imperial Diamond Shell                 |
| 1991 | Biz Markie           | I Need a Haircut                                 |
| 1991 | Marley Marl          | In Control, Volume 2: For Your Steering Pleasure |
| 1991 | The Genius           | Words from the Genius                            |
| 1992 | Kool G Rap i DJ Polo | Live and Let Die                                 |
| 1992 | Roxanne Shanté       | The Bitch is Back                                |
| 1992 | Nubian M.O.B.        | Nubian M.O.B.                                    |
| 1993 | Big Daddy Kane       | Looks Like a Job For…                            |
| 1993 | Biz Markie           | All Samples Cleared!                             |
| 1993 | TBTBT                | Too Bad to Be True                               |
| 1993 | YZ                   | The Ghetto’s Been Good to Me                     |
| 1993 | T.C.F. Crew          | Come & Play with Me                              |
| 1994 | Grand Daddy I.U.     | Lead Pipe                                        |
| 1994 | King Sun             | Strictly Ghetto                                  |
| 1995 | Kool G Rap           | 4,5,6                                            |